# السديم (برنامج)
السديم هو برنامج وثائقي تلفزيوني إماراتي أنتج في العام 2017، ويعتبر هذا البرنامج معلمًا بارزًا من معالم الأفلام الوثائقية العلميّة في المنطقة. طوّر هذا البرنامج بهدف وضع حجر الأساس لعلوم الفضاء في المنطقة من خلال مقدّم برامج يتولى عرضها في برنامج تلفزيوني. يقدّم البرنامج سعيد القرقاوي، الذي يشغل منصب باحث إستراتيجي في مركز محمد بن راشد للفضاء، كما وأشرفت شركة جينوميديا على إنتاج البرنامج وتنفيذه.
وتتبع هذه السلسلة مبدأ تقديم الحقائق على مدى ثلاثين حلقة مع اتباع أسلوب القص الروائي في العرض بما في ذلك توظيف عناصر مثل «سفينة الخيال» و"التقويم الكونيّ"، مع عرض المعلومات التاريخية التي صوّرت باستخدام الرسوم المتحرّكة، بجانب الرسوم المولّدة عن طريق الحاسوب والتي تدعم السّرد القصصي والمعلوماتي.
عرض البرنامج لأول مرة في شهر رمضان 27 أيار/مايو 2017 في الإمارات العربية المتحدة على شاشة تلفزيون دبي، ليختتم في اليوم الأول من عيد الفطر بتاريخ 26 حزيران/يونيو 2017. هذا وقد حصل برنامج السديم على تقييمات إيجابية من جمهور المشاهدين.

## فكرة البرنامج
يأخذ الموسم الأول من البرنامج، والمعنون باسم السديم: الطريق إلى المريخ، المشاهدين في رحلة تعليمية عن النظام الشمسي وتاريخ الخيال البشري وأصول استكشافهما تحديدًا. تتمحور ذروة البرنامج حول البعثات البشرية إلى كوكب المريخ وأهدافها التي تمثلت في هبوط أول إنسان على سطحه.

## الحلقات
| رقم الحلقة | عنوان الحلقة        | موضوع الحلقة | تاريخ العرض           |
| ---------- | ------------------- | --- | --------------------- |
| 1          | طموح خارج الأرض     | تشرح هذه الحلقة دور الفضول البشري في كشف أسرار الفضاء، وتحكي لنا أساطير ونظريات الأقدمين، مع إضاءة على الخطوة العملاقة نحو المريخ، كما تعود بنا إلى زمن ثورة التلسكوبات. | 27 مايو/أيار 2017     |
| 2          | حكايات يرويها العلم | حكاية الكون تمتد على مدى 13.8 مليار سنة، وفي هذه الحلقة سنتعرف على سيناريوهات تشكل المجرات والكون المنظور، كما سنلقي نظرة على مجرة درب التبانة التي هي عنواننا الكوني، وسنتعرف أيضاً على إنجازات العالم المسلم عبد الرحمن الصوفي. | 28 مايو/أيار 2017     |
| 3          | عائلتنا الشمسية     | تعرّف هذه الحلقة بقصة الكواكب وأساطير اكتشافها، واستكشاف لماذا يدور كل ما في الكون من حولنا، وما السبب الذي يجعل الزهرة وأورانوس يدوران بعكس اتجاه باقي الكواكب، وعن التفسير العلمي لعدم قدرتنا على الإحساس بدوران الأرض. | 29 مايو/أيار 2017     |
| 4          | لا أسرار بلا فضول   | لولا الأشخاص الذين ينظرون للكون بفضول وتساؤل، لما حدث التقدم العلمي الذي وصلت له كافة جوانب الحياة، تعود هذه الحلقة إلى تاريخ العلوم البشرية، لتعرّف بأهم سؤالين غيّرا من طريقة فهم الإنسان للكون. | 30 مايو/أيار 2017     |
| 5          | لماذا نستكشف الفضاء | تشرح هذه الحلقة كيف ألهمت علوم الفضاء الشباب على مدى عقود من الزمن، كما تتحدث عن فوائد استكشاف الفضاء، وتحاول الإجابة عن سؤال يطرحه الكثيرون حول صرف المبالغ الطائلة على استكشاف الفضاء في الوقت الذي تواجهنا فيه العديد من المشاكل على الأرض.                                                                                                   | 31 مايو/أيار 2017     |
| 6          | الأرض وطن الحياة    | تتحدث هذه الحلقة عن سبب كون الأرض وطنًا للحياة، ولماذا لم يتمكن الإنسان حتى اليوم من إيجاد كوكب ثان قادر على استضافة البشرية على سطحه، كما تستعرض الحلقة الخصائص التي يتمتع بها كوكب الأرض، والتي تميزه عن باقي كواكب المجموعة الشمسية. | 1 يونيو/ حزيران 2017  |
| 7          | نجمنا الشمس         | تعرّف هذه الحلقة بقصص القدماء وأساطيرهم حول الشمس، ثم تنتقل للنظرة العلمية التي طورها خلال عشرات السنين، والتي معرفته بالشمس بدءًا من تكونها حتى هذا اليوم. | 2 يونيو/ حزيران 2017  |
| 8          | غدًا تشرق الشمس      | أبهرت الشمس الإنسان منذ قديم الزمان بطاقتها الكبيرة والمستمرة، وتروي هذه الحلقة كيف كان الإنسان القديم يلجأ للأساطير لتفسير الظواهر الفلكية المرتبطة بها مثل الكسوف، الذي كان يبث حالة من الرعب في قلوب البشر، كما تتخيل الحلقة كيف سيكون حال الأرض في حال اختفت الشمس.                                                                          | 3 يونيو/ حزيران 2017  |
| 9          | أساطير القمر        | ماهي أشهر الأساطير التي تناقلتها البشرية عن القمر، هل يسبب القمر البدر يسبب الجنون فعلاً ويحوّل الناس إلى مستذئبين؟ ماهي حكاية الوجه على سطح القمر والتي شغلت البشر لسنوات طويلة؟ تجيب هذه الحلقة عن هذه الأسئلة وغيرها الكثير، وتوضّح كيف تمكن العلم من كشف العديد من أسرار القمر.                                                                 | 4 يونيو/ حزيران 2017  |
| 10         | حكايتنا مع القمر    | تعود هذه الحلقة إلى بداية مراقبة الناس للقمر، كيف كانوا ينظرون إليه، وكيف تمكنوا من معرفة وفهم أطواره، كما تروي محطات طريفة ألهم فيها الخيال العلمي العلم، وكيف تحققت إحدى الروايات الخيالية حين تمكنت بعثة أبولو من الهبوط على القمر. | 5 يونيو/ حزيران 2017  |
| 11         | ليلة اختفاء القمر   | تعرف هذه الحلقة بنظريات نشوء القمر، وكيف كان الخسوف القمري مصدر تفاؤل لبعض الشعوب ومصدر خوف للبعض الأخر، مع عرض سيناريو خيالي يشرح ما الذي قد يحل بالأرض في حال اختفى القمر، أو في حال لم يكن موجودًا منذ البداية. | 6 يونيو/ حزيران 2017  |
| 12         | النجوم أصل الوجود   | تروي هذه الحلقة حكاية نجم سهيل وبنات نعش، وتشرح تكوين النجوم وكيفية معرفة بعدها. | 7 يونيو/ حزيران 2017  |
| 13         | نجوم الثريا         | ما هي حكاية نجوم الثريا التي شغلت البشرية عبر التاريخ؟ وما هي القصص التي ألفها الناس عن نجومها البرّاقة؟ وكيف ترصد في سماء الليل؟ | 8 يونيو/ حزيران 2017  |
| 14         | الثقوب السوداء      | تروي هذه الحلقة واحدًا من أكبر أسرار الكون، سرٌّ حيّر بغموضه العلماء، وزرع في نفوسهم الفضول والتحدي لكشف خفاياه، ماهي الثقوب السوداء وكيف تتكون؟ وهل يهدد وجودها كوكب الأرض؟ وماذا سيحدث في حال الوقوع في أحدها المختبئة في هذا الكون؟ | 9 يونيو/ حزيران 2017  |
| 15         | السفر عبر الزمن     | السفر عبر الزمن كان المادة الخصبة الأولى لأفلام الخيال العلمي. تعرض هذه الحلقة رأي العلم في حكاية هذا السفر، فهل من الممكن العودة يوماً إلى الماضي وتغييره؟ وهل سيمكن في يوم من الأيام حجز بطاقات سفر إلى المستقبل لنرى كيف ستكون الحياة بعد مئات السنين؟                                                                                         | 10 يونيو/ حزيران 2017 |
| 16         | حكاية الوقت         | تروي هذه الحلقة كيف أدرك الإنسان مفهوم الوقت وحقيقة أن الحاضر شيء مختلف عن الماضي وعن المستقبل، وكيف بدأ السعي لتسجيله باستخدام أساليب عديدة لمعرفة التوقيت على مر التاريخ بالاعتماد على أدوات غريبة كشفت عبقرية الإنسان القديم، وتحكي أيضًا كيف تم تقسيم اليوم إلى 24 ساعة، والساعة إلى 60 دقيقة، والدقيقة إلى 60 ثانية.                         | 11 يونيو/ حزيران 2017 |
| 17         | ظاهرة أورورا        | تعرّف هذه الحلقة بالشفق القطبي أو ما يسمى بالأورورا، الذي يعدُّ من أجمل الظواهر الطبيعية التي تحدث على وجه الأرض. فما هي هذه الظاهرة؟ ولماذا نالت اهتماماً كبيراً منذ العصور القديمة؟ وكيف تم تفسيرها بدءًا من الأساطير والقصص الشعبية وصولًا إلى التفسير العلمي؟                                                                                       | 12 يونيو/ حزيران 2017 |
| 18         | زوّار من الفضاء      | تعرّف هذه الحلقة بالنيازك والكويكبات، وبالفرق بين النيزك والشهاب والحجر النيزكي، كما تجيب على العديد من الأسئلة حول تكونها ومكان تجمعها في المجموعة الشمسية، وإن كانت تشكل تهديدًا للأرض في الوقت الحالي، مع إضاءة على ما يسعى العلماء لتحقيقه من أجل تجنب اصطدام أحدها بالأرض.                                                                    | 13 يونيو/ حزيران 2017 |
| 19         | مذنب هالي           | ارتبط وجود المذنبات بالكثير من المعتقدات الخيالية عند الحضارات القديمة، تعرّف هذه الحلقة بحكاية مذنب هالي وتاريخ اكتشافه، مع عرض أحداث قصة شهدها التاريخ العربي، عن أحد الأحداث التي رافق وقوعها ظهور هذا المذنب، كما تعرض الحلقةأهم الحقائق العلمية عن هالي.                                                                                     | 14 يونيو/ حزيران 2017 |
| 20         | الحياة خارج الأرض   | تقدّم هذه الحلقة قصصًا مثيرة عن وجود المخلوقات الفضائية، وواحدة من المفارقات العلمية التي تتعلق بوجودها والمعروفة بمفارقة فيرمي، كما تعرض لرأي أهم علماء الفلك بموضوع الحياة خارج الأرض. | 15 يونيو/ حزيران 2017 |
| 21         | غموض المريخ         | تحكي هذه الحلقة كيف لاحظ الإنسان منذ قديم الزمان أن كوكب المريخ ذو ميزة خاصة تميزه عن باقي الكواكب، وكيف راقبه الإنسان على مدى سنوات طويلة ليتخيّل عالماً غريباً أثار فيه الفضول لكشف غموضه، ومعرفة كل أسراره. | 16 يونيو/ حزيران 2017 |
| 22         | لماذا المريخ؟       | خلال العقود الماضية كان هناك حوالي 44 محاولة لإرسال مركبات فضائية للكوكب الأحمر من قِبل دول عديدة، ونصف هذه المركبات تقريبًا فشلت في مهمّتها. مع ذلك لا تزال البشرية مصممة على الوصول إليه، فلماذا كل هذا التركيز على المريخ؟ تحاول هذه الحلقة الإجابة عن هذا السؤال.                                                                               | 17 يونيو/ حزيران 2017 |
| 23         | أسئلة لا تنتهي      | تعرض هذه الحلقة كيف غيرت بعثات الفضاء من نظرة الإنسان للمريخ، وماهي الحقائق التي تم إثباتها، وماهي أيضًا الخرافات التي تم نفيها، وكيف ظهرت أسئلة جديدة بمجرد أن أصبح عند العلماء إجابات شافية عن الأسئلة القديمة التي كانت تشغلهم. | 18 يونيو/ حزيران 2017 |
| 24         | كشفُ الأسرار         | مع وجود الروبوتات فوق تربة الكوكب الأحمر، والمركبات التي تحلق ضمن غلافه الجوي، وفرق العمل التي تقوم بجمع البيانات في جميع أنحاء الأرض، استطاع المريخ تقديم سلسلة من الأسرار المذهلة. فما هي الإجابات التي حصل عليها الإنسان حتى الآن؟ | 19 يونيو/ حزيران 2017 |
| 25         | بداية الرحلة        | العد التنازلي لانطلاق البشر إلى المريخ قد بدأ، ولكن قبل اتخاذ أي خطوة باتجاه الكوكب الأحمر، من الواجب التساؤل إن كان البشر قادرين على تحمل مصاعب هذه الرحلة، بجانب التحديات الرئيسية التي تواجه البعثات البشرية إلى هذا الكوكب الغامض. | 20 يونيو/ حزيران 2017 |
| 26         | المريخ الهدف        | تتنافس دول ضمن سباقٍ انطلق في ستينيات القرن العشرين ولم نبلغ نهايته بعد، وبالرغم من التحديات العديدة التي واجهت الإنسان، ومرارة الفشل في بعض المحطات، إلا أن كثيرًا من النجاحات تحققت، فأين كانت البداية ومن كان أول المنطلقين؟ وهل سارت الأمور كما كان مخططًا لها؟                                                                                 | 21 يونيو/ حزيران 2017 |
| 27         | الطريق إلى المريخ   | المريخ من أكثر الكواكب التي يرغب البشر بدراستها، واكتشاف المعلومات عنها، ولهذا السبب تم إرسال العديد من البعثات إليه على أمل الوصول لشيء يثبت صحة النظريات التي وصلت للبشر عبر التاريخ. تتزايد الأسرار ولا زالت الإنسانية تحاول كشف غموضه، والرحلات المأهولة إلى الكوكب الاحمر هي مستقبل البشرية والخطوة العملاقة التي تخطط لها العديد من الدول. | 22 يونيو/ حزيران 2017 |
| 28         | تذاكر إلى المريخ    | منذ سنوات طويلة والبعثات الألية تغزو كوكب المريخ. روبوتات تتجول على سطحه ومركبات تدور في محيطه، تجمع المعلومات، وتجري الأبحاث، وترسل الصور للعلماء الذين يتوقون لكشف غموض الكوكب، فهل ستكتفي البشرية بما تنقله تلك الروبوتات أم أن الطموح سيحمل الإنسان إلى تحدٍ جديد للكون الواسع؟                                                               | 23 يونيو/ حزيران 2017 |
| 29         | استصلاح المريخ      | لم يعدالسفر للمريخ خيالًا محصورًا بالروايات والأفلام، بل بدأت الدول بالفعل بالتخطيط له منذ عقود، ولكن قبل أن ننطلق نحو الكوكب الأحمر يجب أن نتساءل: هل نستطيع تحمل قسوة الطبيعة هناك؟ وهل يستطيع البشر الاستقرار في المريخ بمعزل عن باقي أفراد نوعهم الإنساني لأجيالٍ وأجيال؟                                                                       | 24 يونيو/ حزيران 2017 |
| 30         | استيطان المريخ      | في كل زمن، كان هناك مغامرون ينطلقون في رحلات نحو المجهول يدفعهم الشغف لاستكشاف كل ما هو غامض، وصلوا للقمر وها هم يطمحون اليوم للوصول إلى المريخ، فهل سيأتي اليوم الذي يعيش فيه ملايين الناس على المريخ بالفعل؟ وما هي الطرق التي ستمكننا من استيطانه؟ وكيف ستكون الحياة على سطحه؟                                                                | 25 يونيو/ حزيران 2017 |